# 延岡西日本マラソン
延岡西日本マラソン（のべおかにしにっぽんマラソン）は、日本の宮崎県延岡市をスタート及びゴール地点とし、日向市を折り返し地点とする42.195kmのコースで毎年2月に開催されるフルマラソン大会。

## 大会の概要と変遷
ローカルマラソンの扱いでありながら、福岡国際マラソン、別府大分毎日マラソンに次ぐ、日本陸上競技連盟公認の九州3大マラソン大会の1つに数えられていて、防府読売マラソンとともに新人の登竜門的大会になっている。1963年に第1回が開催された。参加は陸連登録者に限られており、いわゆる市民マラソンではない。2015年に初めて女子の部が開催された。2021・22年（第59・60回大会）は新型コロナウイルスの影響で中止。2023年（第61回大会）以降は風の影響が受けにくい午前中にレースを行うため、スタート時刻が8時35分に設定されている。
防府読売マラソンが当時地元に拠点を構えていたカネボウ陸上部の強化支援が目的だったように、この大会は延岡発祥の旭化成陸上部を支援するのが目的のひとつであった。事実、世界に飛び出した旭化成のランナーたちのほとんどが、この延岡でマラソンデビューを果たしている。
宮崎県知事を1期務めた東国原英夫はマラソン愛好家でもあったため、就任後テレビ宮崎が2008年に生中継転換した際に翌年と併せゲスト出演。退任前年の2010年には県職員と共に参加し、3時間23分45秒（270位）で完走した。

## 関係諸団体
主催
九州陸上競技協会・延岡市・延岡市教育委員会・延岡市スポーツ協会・テレビ宮崎
後援
宮崎県・宮崎県スポーツ協会・日向市・門川町・みやざき観光コンベンション協会・アスリートタウンのべおか・中継をネットするFNS九州各局・宮崎県教育委員会・西日本新聞社
主管
宮崎陸上競技協会
協力
宮崎県警察（延岡警察署・日向警察署）・陸上自衛隊第43普通科連隊など
特別協賛
旭化成 〔2014年（第52回）より〕
過去
- NEC 〔2008年（第46回）～2013年（第51回）〕
- 富士通 〔1963年（第1回）～2007年（第45回）〕

## 参加資格
日本陸上競技連盟に登録している、大会当日に満年齢18歳以上の者。

## コース
延岡市役所前をスタートし国道10号（旧道含む）を南下、日向市原町を折り返し、再び北上、延岡市役所がゴールとなる。
- スタート - 延岡市役所
- 5km - 延岡市平原町
- 10km - 延岡市土々呂町
- 15km - 門川町尾末
- 20km - 日向市日知屋
- 折り返し - 日向市原町
- 25km - 日向市細島港入口
- 30km - 門川町加草
- 35km - 延岡市松原町
- 40km - 延岡市伊達町
- ゴール - 延岡市役所

## 歴代優勝者
国籍・所属は当時。所謂「ステップレース」の位置づけのため58回大会で松尾良一（旭化成）が達成するまで3度優勝した選手は存在しなかった。また、連覇達成も難しく、「ホストチーム」旭化成の選手が連覇を達成したのは55回目の松尾が初めてだった。

### 男子
| 回 | 日時          | 優勝者名    | 所属             | タイム        | 備考                                                 |
| -- | ------------- | ----------- | ---------------- | ------------- | ---------------------------------------------------- |
| 1  | 1963年3月24日 | 重松森雄    | 福岡大学         | 2時間20分56秒 |                                                      |
| 2  | 1963年12月1日 | 廣島日出国  | 旭化成           | 2時間20分46秒 |                                                      |
| 3  | 1965年3月21日 | 原西正直    | 旭化成           | 2時間19分21秒 |                                                      |
| 4  | 1966年3月21日 | 采谷義秋    | 日本体育大学     | 2時間21分58秒 |                                                      |
| 5  | 1967年3月21日 | 南三男      | 自衛隊           | 2時間15分55秒 |                                                      |
| 6  | 1968年3月24日 | 吉田昭雄    | 黒崎窒業         | 2時間19分37秒 |                                                      |
| 7  | 1969年3月23日 | 吉田昭雄(2) | 黒崎窒業         | 2時間20分03秒 |                                                      |
| 8  | 1970年3月22日 | 平井勝昭    | 黒崎窒業         | 2時間17分47秒 |                                                      |
| 9  | 1971年2月28日 | 中条幸男    | 旭化成           | 2時間21分02秒 |                                                      |
| 10 | 1972年3月5日  | 高田信義    | 旭化成           | 2時間22分34秒 |                                                      |
| 11 | 1973年3月4日  | 宗茂        | 旭化成           | 2時間17分28秒 | 宗猛が2位                                            |
| 12 | 1974年3月17日 | 佐藤克典    | 自衛隊           | 2時間22分13秒 |                                                      |
| 13 | 1975年3月16日 | 高田信義(2) | 旭化成           | 2時間23分42秒 |                                                      |
| 14 | 1976年3月7日  | 高橋統一    | 豊後高田市体協   | 2時間25分19秒 |                                                      |
| 15 | 1977年3月13日 | 阿部光幸    | 鳴門市役所       | 2時間17分23秒 |                                                      |
| 16 | 1978年3月12日 | 鞭馬講二    | 熊農高教員       | 2時間18分15秒 |                                                      |
| 17 | 1979年3月4日  | 弓削裕      | 旭化成           | 2時間18分16秒 |                                                      |
| 18 | 1980年3月9日  | 鞭馬講二(2) | 熊農高教員       | 2時間21分16秒 |                                                      |
| 19 | 1981年3月8日  | 後藤徳雄    | 旭化成           | 2時間19分32秒 |                                                      |
| 20 | 1982年3月14日 | 野田浩      | 旭化成           | 2時間18分42秒 |                                                      |
| 21 | 1983年3月13日 | 小野明      | 吉川工業         | 2時間19分37秒 |                                                      |
| 22 | 1984年3月11日 | 橋口良登    | 旭化成           | 2時間22分31秒 |                                                      |
| 23 | 1985年3月10日 | 春松千秋    | 池田製菓         | 2時間17分29秒 |                                                      |
| 24 | 1986年3月9日  | 春松千秋(2) | 池田製菓         | 2時間21分54秒 |                                                      |
| 25 | 1987年3月8日  | 佐藤親彦    | 天草陸協         | 2時間20分57秒 |                                                      |
| 26 | 1988年3月8日  | 今村行夫    | 池田製菓         | 2時間17分21秒 |                                                      |
| 27 | 1989年3月5日  | 高橋浩一    | 旭化成           | 2時間18分15秒 |                                                      |
| 28 | 1990年3月4日  | 橋口良登(2) | 旭化成           | 2時間19分18秒 |                                                      |
| 29 | 1991年3月3日  | 川嶋伸次    | 旭化成           | 2時間17分58秒 |                                                      |
| 30 | 1992年3月1日  | 楠下和明    | 九州産交         | 2時間17分37秒 |                                                      |
| 31 | 1993年2月28日 | 西政幸      | 旭化成           | 2時間17分01秒 |                                                      |
| 32 | 1994年2月20日 | 岡本佳久    | 旭化成           | 2時間15分46秒 |                                                      |
| 33 | 1995年2月19日 | 森下由輝    | 旭化成           | 2時間14分44秒 |                                                      |
| 34 | 1996年2月18日 | 小島宗幸    | 旭化成           | 2時間17分09秒 |                                                      |
| 35 | 1997年2月16日 | 中川文雄    | 九州柳河精機     | 2時間18分07秒 |                                                      |
| 36 | 1998年3月1日  | 西澤誠      | 旭化成           | 2時間15分17秒 |                                                      |
| 37 | 1999年2月28日 | 小林誠治    | 三菱重工長崎     | 2時間14分45秒 |                                                      |
| 38 | 2000年2月27日 | 小倉幸康    | 鐘紡             | 2時間21分16秒 |                                                      |
| 39 | 2001年2月25日 | 岡本佳久(2) | 旭化成           | 2時間13分11秒 |                                                      |
| 40 | 2002年2月24日 | 酒見晃      | 九電工           | 2時間14分40秒 |                                                      |
| 41 | 2003年2月23日 | 佐藤智之    | 旭化成           | 2時間13分02秒 |                                                      |
| 42 | 2004年2月21日 | 國武良真    | 九電工           | 2時間12分24秒 |                                                      |
| 43 | 2005年2月20日 | 福永晃大    | トヨタ自動車九州 | 2時間13分09秒 |                                                      |
| 44 | 2006年2月19日 | 鷲尾優一    | 三菱重工長崎     | 2時間11分05秒 |                                                      |
| 45 | 2007年2月18日 | 立石慎士    | 安川電機         | 2時間15分48秒 |                                                      |
| 46 | 2008年2月24日 | 清水将也    | 旭化成           | 2時間13分07秒 |                                                      |
| 47 | 2009年2月15日 | 前田和之    | コニカミノルタ   | 2時間13分55秒 |                                                      |
| 48 | 2010年2月14日 | 下重正樹    | コニカミノルタ   | 2時間12分18秒 |                                                      |
| 49 | 2011年2月13日 | 竹内健二    | トヨタ自動車九州 | 2時間12分44秒 |                                                      |
| 50 | 2012年2月12日 | 石田和也    | 西鉄             | 2時間11分57秒 |                                                      |
| 51 | 2013年2月10日 | 佐野広明    | Honda            | 2時間12分14秒 |                                                      |
| 52 | 2014年2月9日  | 外丸和輝    | トヨタ自動車     | 2時間11分43秒 |                                                      |
| 53 | 2015年2月8日  | 北島寿典    | 安川電機         | 2時間12分28秒 |                                                      |
| 54 | 2016年2月14日 | 松尾良一    | 旭化成           | 2時間13分36秒 |                                                      |
| 55 | 2017年2月12日 | 松尾良一(2) | 旭化成           | 2時間13分36秒 | 旭化成所属選手として初の連覇達成                     |
| 56 | 2018年2月11日 | 山﨑翔太    | ヤクルト         | 2時間12分15秒 | 初マラソンで初制覇。松尾の3連覇を阻む                |
| 57 | 2019年2月10日 | 須河宏紀    | サンベルクス     | 2時間11分45秒 |                                                      |
| 58 | 2020年2月9日  | 松尾良一(3) | 旭化成           | 2時間12分02秒 | 自己ベストを9秒更新して3年ぶり3度目の優勝を飾る      |
| 61 | 2023年2月12日 | 佐藤航希    | 早稲田大学       | 2時間11分13秒 | 初マラソン初優勝、学生ランナーとしては57年ぶりの優勝 |
| 62 | 2024年2月11日 | 伊福陽太    | 早稲田大学       | 2時間9分26秒  | 初マラソン初優勝、学生歴代6位、大会新記録            |
| 63 | 2025年2月9日  | 湯浅仁      | トヨタ自動車     | 2時間9分43秒  |                                                      |

### 女子
| 回 | 日時          | 優勝者名    | 所属                 | タイム        | 備考                 |
| -- | ------------- | ----------- | -------------------- | ------------- | -------------------- |
| 53 | 2015年2月8日  | 箱山侑香    | ワコール             | 2時間39分34秒 | 女子の部初開催       |
| 54 | 2016年2月14日 | 外間美里    | スターツ             | 2時間54分57秒 |                      |
| 55 | 2017年2月12日 | 佐藤紀子    | ファーストドリームAC | 2時間51分11秒 |                      |
| 56 | 2018年2月11日 | 佐藤紀子(2) | ファーストドリームAC | 2時間56分40秒 | 女子初の連覇         |
| 57 | 2019年2月10日 | 須河沙央理  | オトバンク           | 2時間44分40秒 | 大会史上初の兄妹優勝 |
| 58 | 2020年2月9日  | 松本寿美    | 大阪陸協             | 3時間01分18秒 |                      |
| 61 | 2023年2月12日 | 足立結香    | 福岡陸協             | 2時間51分14秒 |                      |

## テレビ中継
地元テレビ局のテレビ宮崎が大会の模様を収録し、当日の夜中に編集したものを流すやり方が長年採られていた。これは、かつて同じ日に横浜国際女子駅伝が行われ（2009年に大会は終了）、2002年まで同時ネットしていたという事情がある。
しかし、中継機材のデジタル化により生放送のコストが抑えられるようになったことや、2003年以降横浜国際女子駅伝のスポンサードネットの対象から外されネットを打ち切っていたこと、東国原英夫知事就任などの諸事情もあり、テレビ宮崎は方針転換。2008年からこの大会の生中継に踏み切るとともに、九州7県のFNS系列局にもネットするようになった。さらに、2012年は第50回記念大会として開催されたことから上記の九州各局に加えてBSフジと沖縄テレビにも同時ネットで放送された。
なお、2014年（第52回）より旭化成が特別協賛になったため、冠スポンサーとなり、「AsahiKASEI SPORTS SPECIAL 第XX回延岡西日本マラソン」（"XX"内は開催回数が入る）として放送される。2020年（第58回）までは九州7県のFNS系列局で12:00 - 14:30に同時ネットを行っていたが、スタート時刻が午前に変更された2023年（第61回）は各局の対応が分かれ、テレビ宮崎など5局が8:30 - 11:00の生中継、2局が12:00 - 14:30の中継録画となった。2024年（第62回）は前年中継録画の放送となっていたテレビ西日本が生中継を行うが、テレビ大分は前年同様中継録画となる。
放送日に同時ネットしているサガテレビ・テレビ長崎・鹿児島テレビは、『日曜報道 THE PRIME』を臨時に8:25で飛び降りとして（テレビ熊本は通常時から飛び降り）、日曜9時台枠のアニメ（2023年時点では前半枠の『逃走中 グレートミッション』はサガテレビ・鹿児島テレビが、後半枠が『ONE PIECE』は前記2局とテレビ長崎、テレビ熊本が同時ネット）を遅れネット、『ワイドナショー』も遅れネットとする（この場合、アニメ番組では連動データ放送は実施しない。解説放送については不明）。なお、制作局のテレビ宮崎では、通常時『日曜報道 THE PRIME』は非ネットで、9時台枠のアニメはどちらも遅れネットである。

### ネット局
| 放送対象地域 | 放送局                    | 系列                                         | 放送時間      | 放送形態              | 備考                                  |
| ------------ | ------------------------- | -------------------------------------------- | ------------- | --------------------- | ------------------------------------- |
| 宮崎県       | テレビ宮崎（UMK）         | フジテレビ系列 日本テレビ系列 テレビ朝日系列 | 8:30 - 11:00  | 生中継 （同時ネット） | 制作局                                |
| 福岡県       | テレビ西日本（TNC）       | フジテレビ系列                               | 8:30 - 11:00  | 生中継 （同時ネット） | 2023年は中継録画                      |
| 佐賀県       | サガテレビ（SAGA TV/sts） | フジテレビ系列                               | 8:30 - 11:00  | 生中継 （同時ネット） |                                       |
| 長崎県       | テレビ長崎（KTN）         | フジテレビ系列                               | 8:30 - 11:00  | 生中継 （同時ネット） |                                       |
| 熊本県       | テレビ熊本（TKU）         | フジテレビ系列                               | 8:30 - 11:00  | 生中継 （同時ネット） |                                       |
| 鹿児島県     | 鹿児島テレビ（KTS）       | フジテレビ系列                               | 8:30 - 11:00  | 生中継 （同時ネット） |                                       |
| 大分県       | テレビ大分（TOS）         | 日本テレビ系列 フジテレビ系列                | 12:00 - 14:30 | 中継録画              | 2020年までは同時ネット                |
| 日本全国     | BSフジ                    | BSデジタル放送                               | 23:00 -24:30  | ダイジェスト版 を放送 | 2014年より 2012年・2013年は同時ネット |

- 放送時間は2024年のものを示す。